# Sallgast
Sallgast est une commune du sud du Brandebourg dans l'arrondissement d'Elbe-Elster. Sa population était de 1 712 habitants au 31 décembre 2008.

## Géographie
Sallgast est à 14km à l'ouest de Finsterwalde.
Sallgast comprend les localités de Dollenchen, Göllnitz, Sallgast (connu par son château de Sallgast), Klingmühl, Zürchel, Luisesiedlung, Weinberg, Henriette et Poley.

## Personnalités
- Christian August Pohlenz (1790-1847), compositeur et chef d'orchestre